# Neplachovický mlýn
Neplachovický mlýn v Neplachovicích v okrese Opava je vodní mlýn, který stojí na Heraltickém potoce. Je chráněn jako nemovitá kulturní památka České republiky.

## Historie
Mlýn byl založen v 1. polovině 16. století. Roku 1580 žaloval Jan Lichnovský, pán Neplachovic, Jiříka Moravického, pána na Loděnici, „že mu dal rozkopati stav, kterým se nahání vody na rybníčky a mlýn neplachovský. Vznikla tak veliká povodeň, která zaplavila mlýn a pivovárek v Neplachovicích. Stalo se tak proti smlouvě, kterou roku 1541 uzavřeli jejich otcové.“ Mlýn je zmíněn také v roce 1770. Roku 1925 bylo při elektrifikaci obce jeho zařízení mechanizováno.

## Popis

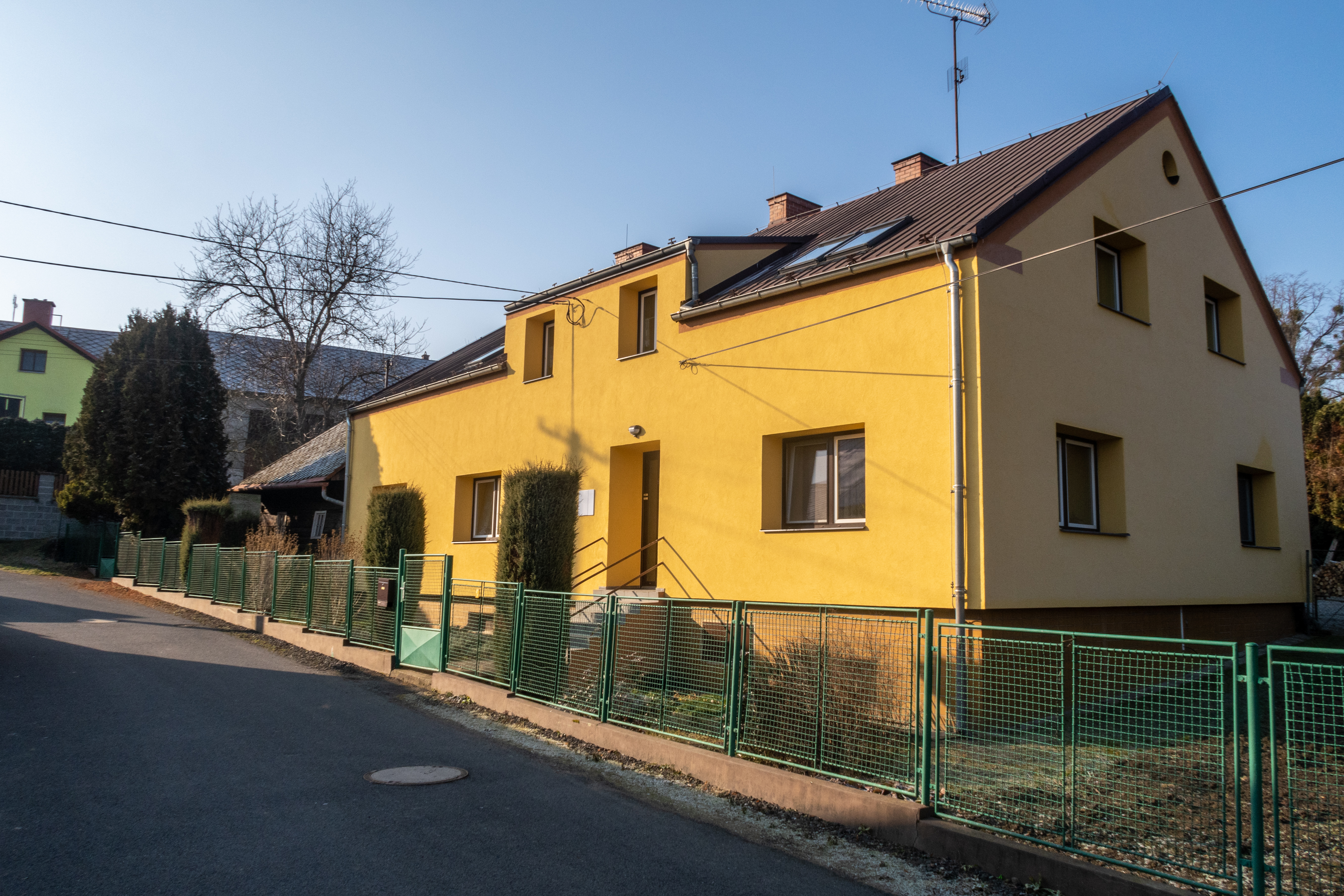
Zděná obytná část

Objekt mlýna sestává ze zděné obytné části a přízemní roubené mlýnice. V mlýnici se dochovalo technické zařízení bez funkčního vodního díla a pohonu.